# Instituto de Recursos Naturales (Bután)
El Instituto de Recursos Naturales (CNR RUB) es uno de los diez institutos que conforman la Real Universidad de Bután. Ofrece cursos sobre gestión de los recursos naturales: agricultura, ciencia animal, medio ambiente y clima, ciencia y tecnología de los alimentos, ciencia forestal, agricultura orgánica y desarrollo sostenible.
Se sitúa en Lobesa, distrito de Punakha, en el centro-oeste del país. El campus universitario se extiende sobre 40 hectáreas, en la vertiente oriental de Lobesa y se encuentra a 140 km del Aeropuerto Internacional de Paro.

## Historia
Fue fundado en 1992 por el Ministerio de Agricultura y Bosques bajo el nombre de Instituto de Capacitación en Recursos Naturales (NRTI). Se trató de la fusión del Instituto Nacional de Capacitación Agrícola ubicado en Paro, el Real Instituto Veterinario de Serbithang y el Instituto Forestal de Bután en Taba, con el apoyo financiero de Swiss Development Corporation (SDC), Helvetas y el Gobierno Real butanés.
El NRTI fue un instituto fundador de la Real Universidad de Bután en 2003, año en el que cambió su nombre a Instituto de Recursos Naturales.
Desde su fundación ha otorgado cursos de Diplomado en el campo de la agricultura, la ganadería y la silvicultura para los trabajadores de extensión de nivel medio del Ministerio de Agricultura hasta 2002. Desde 2010, se ha comenzado a ofrecer programas de licenciatura en el campo de la agricultura, la ciencia animal y la ciencia forestal. En 2012, se introdujo la Licenciatura en Ciencias en Desarrollo Sostenible y en 2015, el programa de Licenciatura en Ciencias del Medio Ambiente y el Clima, y la Maestría en Ciencias en Gestión de Recursos Naturales. Además, en el año 2017 se introdujeron programas de Licenciatura en Ciencias, a saber, Licenciatura en Ciencia y Tecnología de los Alimentos, y en 2019 la Licenciatura en Agricultura Orgánica.

## Acreditación
En 2016, la institución fue acreditada por el Consejo de Acreditación de Bután (BAC) y la calificación de A.

## Instalaciones
En el Instituto de Recursos naturales incluye laboratorios, alojamientos, un centro de conferencias deportivo y una biblioteca con más de 100.000 volúmenes de libros y otras publicaciones.

## Estructura
El CNR comprende de seis departamentos:
- Departamento de Agricultura[19]
- Departamento de Ciencia Animal[20]
- Departamento de Medio Ambiente y Ciencias del Clima[21]
- Departamento de Ciencia y Tecnología de los Alimentos[22]
- Departamento de Ciencias Forestales[23]
- Departamento de Desarrollo Sostenible[24]

## Programas académicos
El Instituto de Recursos Naturales ofrece cursos de Maestría, Licenciatura, Diploma y Certificado. Entre los programas ofrecidos se incluyen:
- Maestría regular en Ciencias en Práctica del Desarrollo.[26]
- Maestría en Ciencias en Gestión de Recursos Naturales por Investigación
- Licenciatura en Agricultura.[27]
- Licenciatura en Ciencia Animal.[28]
- Licenciatura en Ciencias en Ciencias del Medio Ambiente y el Clima.[29]
- Licenciatura en Ciencias de la Alimentación y Tecnología.[30]
- Licenciatura en Ciencias Forestales.[31]
- Licenciatura en Agricultura Orgánica.[32]
- Licenciatura en Desarrollo Sostenible.[33]

## Colaboración
El Colegio cuenta con varias colaboraciones como: 
- Universidad de Bremen, Alemania, (proyecto Erasmus + - SUNRAISE).[34]
- Universidad de Göttingen, Alemania (Erasmus +)
- Universidad Palacky, República Checa (Erasmus +)
- Universidad de Padua, Italia (Erasmus +)
- Universidad de Khon Kaen, Tailandia (TICA).[35]
- Universidad de Nagoya, Japón (JSPS)
- Universidad Noruega de Ciencias Biológicas, Noruega (NORHED).,[36]
- Instituto de Investigación de la Humanidad y la Naturaleza, Japón (FEAST).[37]
- Academia de Bangladés de Desarrollo Rural,  Bangladés.[38]
- Centro Internacional para el Desarrollo Integrado de las Montañas (ICIMOD), Nepal (TROSA).[39]
- Centro de Biodiversidad Naturalis, Países Bajos.[40][41]
- Centro de Wageningen para Desarrollo Innovación entre otros (CDI).[42]

Además de la colaboración con organizaciones internacionales, el colegio colabora activamente con agencias nacionales, ONG y diversas organizaciones de la sociedad civil.

## Investigación
El Instituto posee una publicación web titulada Bhutan Journal of Natural Resources and Development (BJNRD), en donde se difunden artículos de investigación.
Además de ofrecer programas académicos, la institución cuenta con los siguientes centros de investigación:
- Centro de Investigación sobre el Medio Ambiente y el Clima (CECR),[47]
- Centro de Estudios de Desarrollo Rural (CRDS),[48] y
- Centro de Agricultura Sostenible de Montaña (CSMA).[49]

Asimismo, se ofrecen cursos cortos de formación y servicios de consultoría.

## Galería

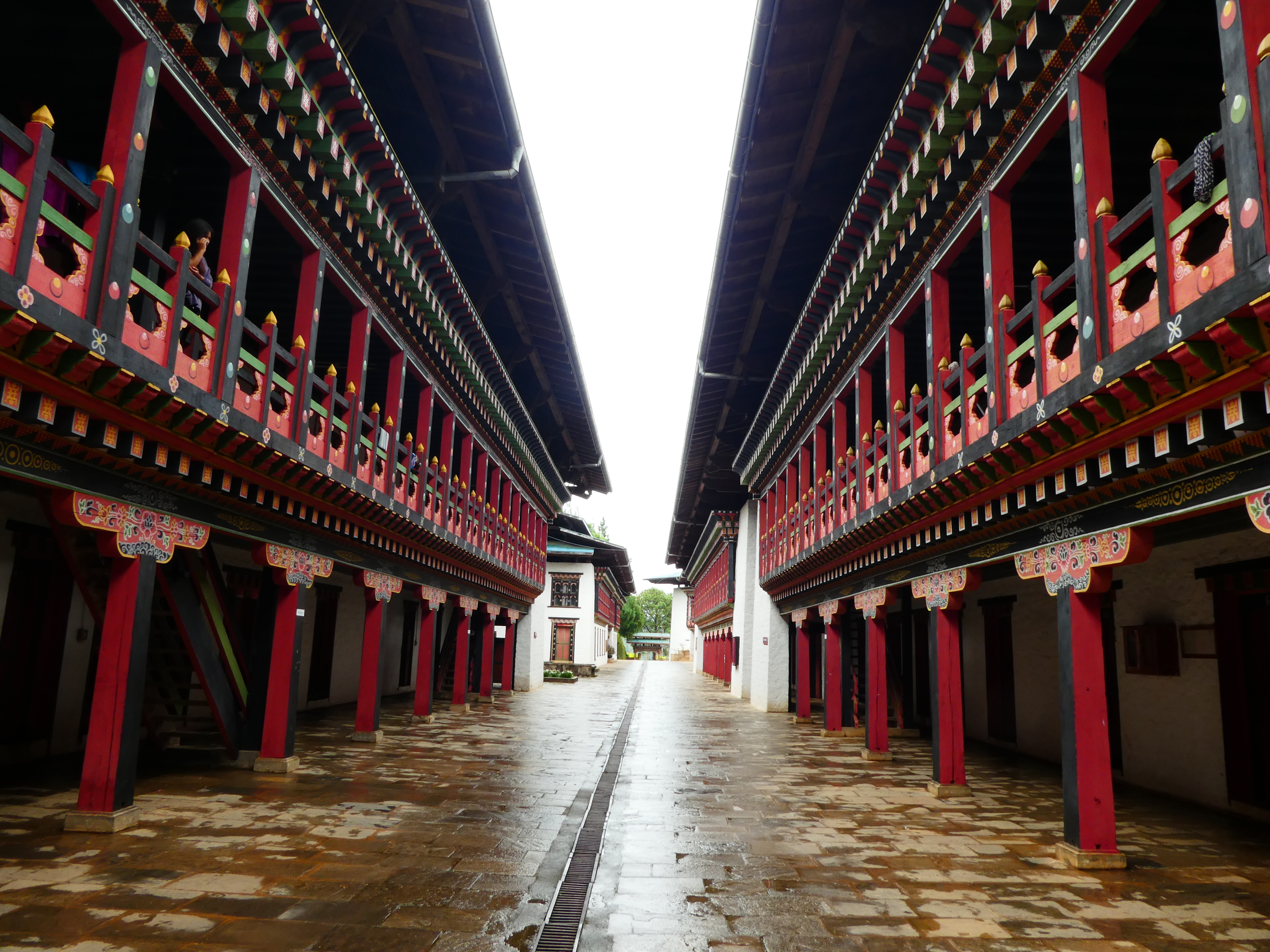
Campus del Instituto.
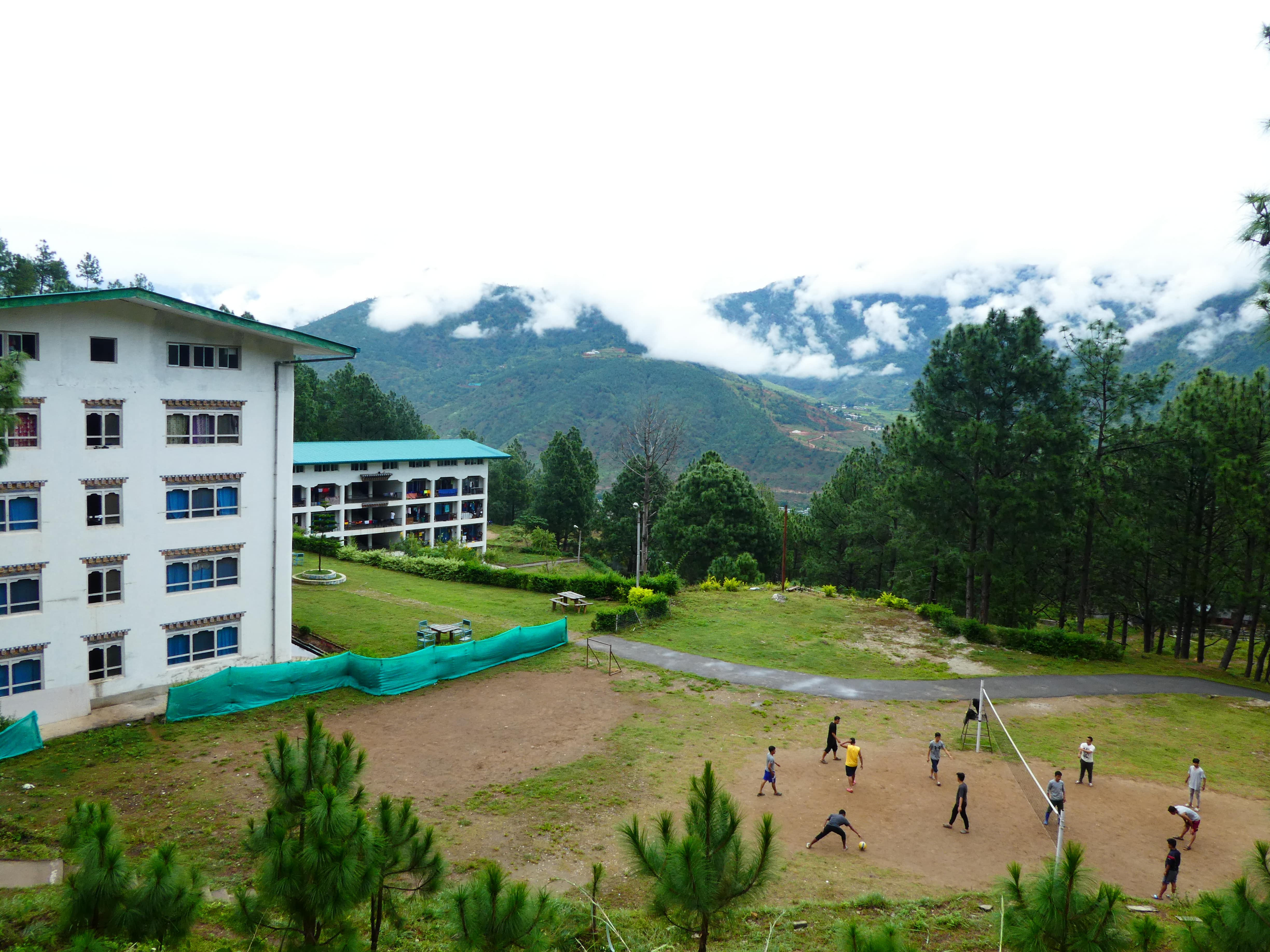
Alojamiento estudiantil.
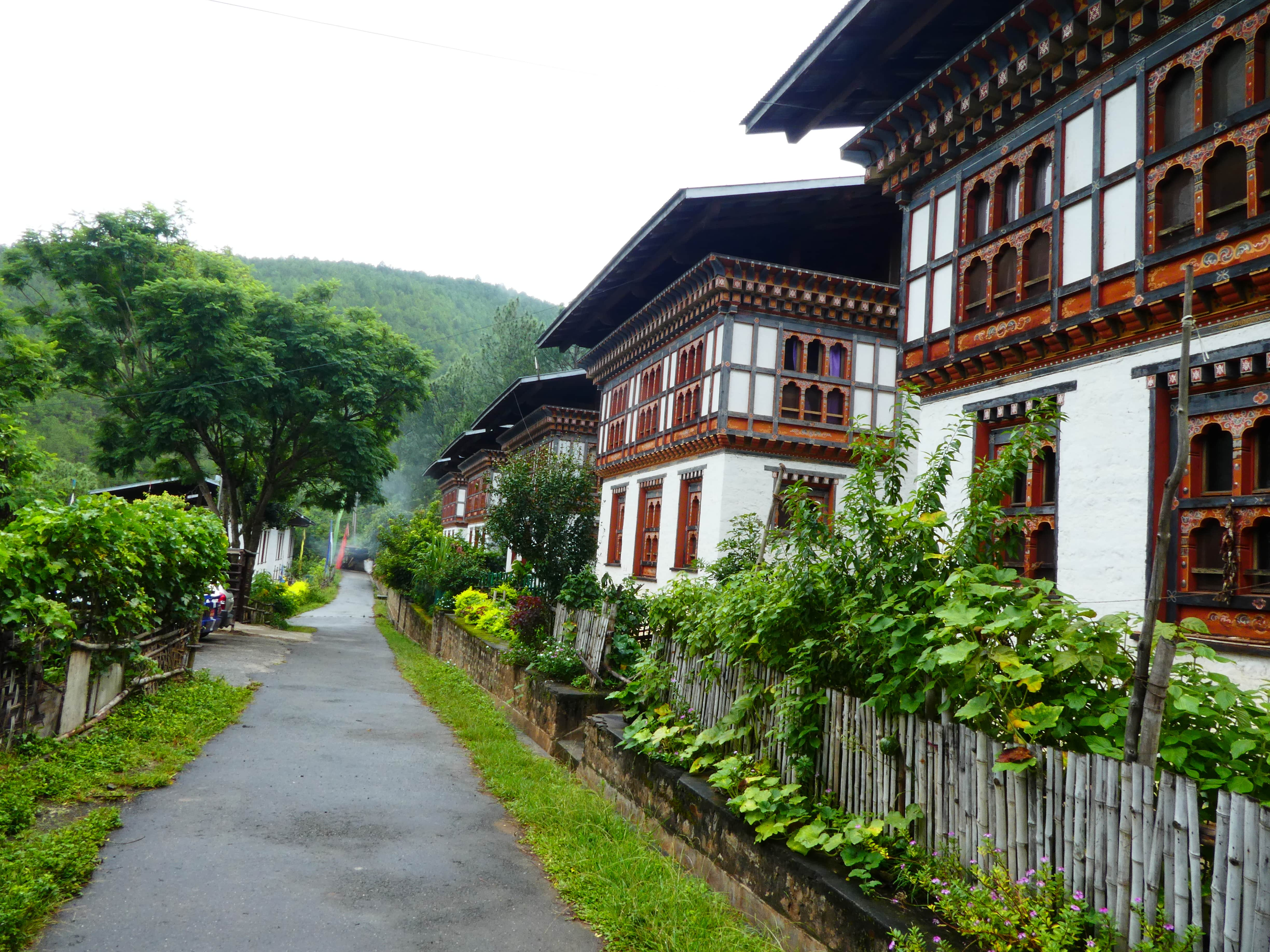
Villa del Instituto